# Lomographa erina
Lomographa erina är en fjärilsart som beskrevs av Druce 1900. Lomographa erina ingår i släktet Lomographa och familjen mätare. Inga underarter finns listade i Catalogue of Life.